# Pyrus bovei
Pyrus bovei är en rosväxtart som beskrevs av Ernst Gottlieb von Steudel. Pyrus bovei ingår i släktet päronsläktet, och familjen rosväxter. Inga underarter finns listade i Catalogue of Life.